# Патагозавр
Патагоза́вр (лат. Patagosaurus) — род завроподовых динозавров из группы Eusauropoda. Известен по остаткам из отложений средней юры, найденным на территории современной Аргентины. Как и прочие завроподы, патагозавр был крупным четвероногим растительноядным животным с длинной шеей и хвостом, с плотным, грузным туловищем.
Этот вид известен по фрагментам скелетов не менее двенадцати особей, что сделало его одним из наиболее хорошо изученных юрских завропод Южной Америки. Среди обнаруженных скелетов патагозавров были как взрослые особи, так и детёныши, что позволило выдвинуть различные гипотезы об индивидуальном развитии этих животных. Аналогично другим крупным завроподам, патагозавр вёл стадный образ жизни. Первоначально патагозавр был классифицирован как представитель группы цетиозаврид, но впоследствии его местонахождение на филогенетическом древе завропод стало предметом дебатов. Первое научное описание единственного известного на сегодняшний день вида, Patagosaurus fariasi, выполнил палеонтолог Хосе Бонапарте в 1979 году.

## Этимология названия
Родовое наименование этого динозавра было дано ему в честь географического региона, в котором он был найден — Патагонии. Точное происхождение слова patagón, которое использовал Магеллан и которое послужило основой для названия «Патагония», осталось невыясненным.
Видовое наименование этого динозавра, fariasi было дано ему в честь Рикардо Фариаса (исп. Ricardo Farias), местного жителя, который первым обнаружил остатки патагозавра и позволил исследователям провести раскопки на принадлежащей ему территории.

## Описание
Описание патагозавра и его реконструкция были выполнены по почти полному скелету взрослой особи и по разрозненным остаткам ещё 11 животных. Типовой экземпляр имеет идентификационный номер PVL 4170 и включает в себя некоторые позвонки шеи, спины и хвоста, а также крестец, рёбра, несколько гемальных дуг, и помимо этого седалищные кости, кости таза и некоторые кости конечностей.
Иными словами, в основе детального описания данного динозавра лежали преимущественно посткраниальные элементы, а описание краниальной части ящера было выполнено по единичным изолированным частям черепа, среди которых были найдены: резцовая кость очень большой особи, обе челюсти менее крупного экземпляра (идентификационный номер MACN-CH 933) и нижняя челюсть незрелой (ювенильной) особи (MACN-CH 933, из северной зоны формации).
Из имеющегося фактологического материала можно сделать вывод, что патагозавр был довольно высоким и крупным животным, общая длина тела которого достигала 14 метров. Наибольшая зафиксированная длина бедренной кости патагозавра (параметр, позволяющий предположить общие размеры животного) равнялась 52 сантиметрам. Согласно альтернативным методам реконструкции, общая длина патагозавра могла доходить до 18 метров, а вес до 5—10 тонн (в некоторых источниках указывается значение в 15 метров, 9 тонн). Даже принимая во внимание минимальную оценку размеров патагозавра, он стоит в одном ряду с крупнейшими представителями среднеюрской фауны. Он превосходил в размерах своего современника и филогенетически близкого вида — растительноядного ящера волкимерию, также известного по ископаемым остаткам из формации Cañadon Asfalto Formation, наряду с которым они являются единственными обнаруженными на сегодняшний день южноамериканскими завроподами среднеюрской эпохи. Вместе с тем патагозавр уступал завроподам поздней юры как в развитии скелета, так и в размерах.

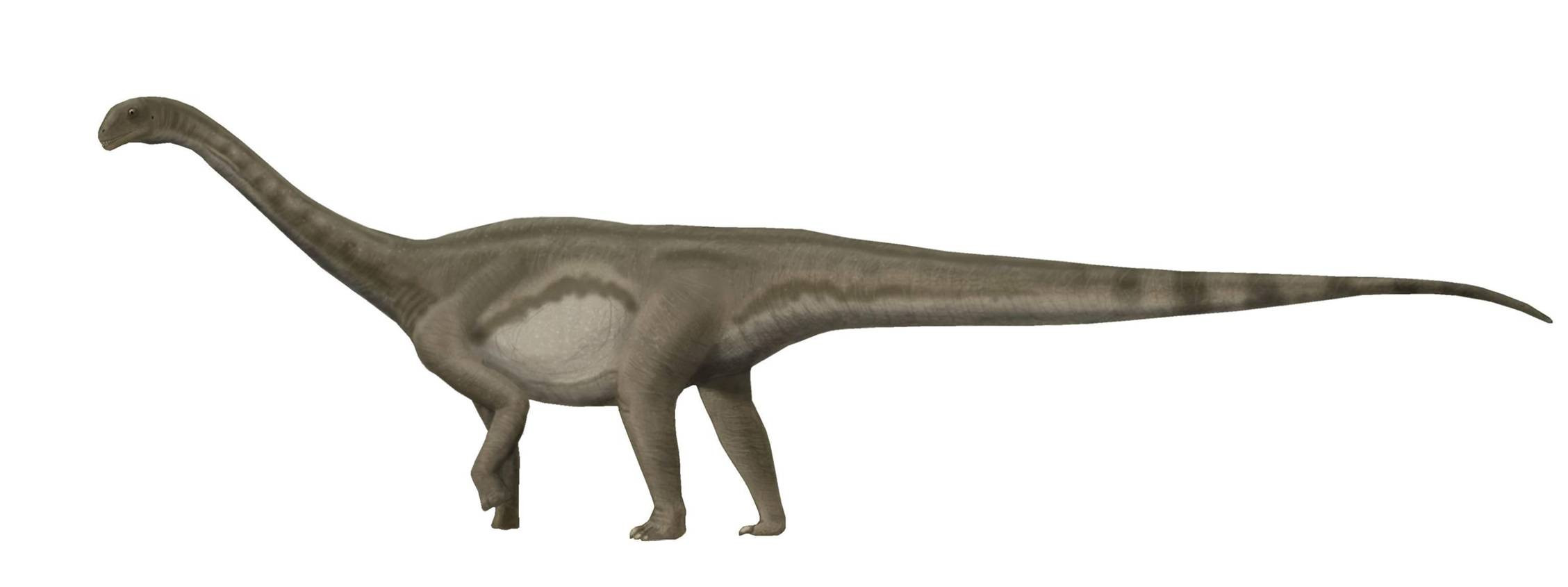
Реконструкция

Основная трудность в реконструкции внешнего вида патагозавра заключается в отсутствии полного, неповреждённого черепа. Исходя из имеющихся данных, можно предположить, что череп патагозавра был небольшой, около 60 см в длину, но при этом глубокий. Ноздри были выдвинуты к самому концу морды. Коронки верхнечелюстных зубов имели форму лопаток, снизу были сужены, зазубрин не имели. Сами зубы имели ложковидную форму, напоминая зубы представителей семейства эухелоподид (Euhelopodidae), в частности, камаразавра, а также брахиозавра, представителя семейства брахиозаврид. Зубная эмаль изобиловала различными бороздками и шероховатостями. Позвоночный столб наиболее полного экземпляра патагозавра сохранился хоть и не полностью, но в достаточном объёме для выполнения детального описания. Известно, что шейные позвонки были расширены и схожи по форме и строению с шейными позвонками цетиозавра, в то время как спинные позвонки были относительно короткими. В телах шейных позвонков имелись значительных размеров боковые полости, а в спинных они не достигали такого размера. Крестец патагозавра состоял из пяти сросшихся позвонков. Бедренная кость ящера была почти выпрямлена и имела ярко выраженный «четвёртый вертел» (один из двух отростков, располагающихся под шейкой бедренной кости); на относительно короткой большеберцовой кости имелась большая выпуклость.
Окаменелые кости, которые включал в себя типовой экземпляр патагозавра, PVL 4170, обладали следующими свойствами: длина коракоида (клювовидного отростка) — 560,0 миллиметра, длина бедренной кости — 1550,0 миллиметра, размеры лопатки — 1240,0 × 205,0 миллиметра. Отношение длин бедренной и большеберцовой кости у ювенильной особи равняется 1:1,5; у взрослой — 1:1,65; а у экземпляра PVL 4076 — 1:1,72.
Помимо своего близкого родственника цетиозавра, патагозавр напоминал также гаплокантозавра из Северной Америки, но был более примитивен.

## Систематика
Патагозавр был классифицирован как базальный представитель группы Eusauropoda, к которой относились практически все завроподы. Однако его точное систематическое положение среди данной группы является предметом дебатов. Согласно одной из гипотез, патагозавр был объединён вместе с цетиозавром и барапазавром в семейство цетиозаврид. Эту гипотезу поддерживал палеонтолог Пол Апчёрч, признававший монофилию цетиозаврид, и его коллеги.
Дополнительные находки поставили под сомнение монофилию этого семейства, и в качестве альтернативной гипотезы в 2009 году Фернандо Новас предположил, что род патагозавр является «сестринским» таксоном неозавропод. Схожей позиции на основании строения зубов патагозавра придерживается и исследователь Оливер Раухут.

## Местонахождение и оценка возраста находок
Ископаемые остатки патагозавра были найдены в аргентинской провинции Чубут, в 5 километрах к северу от деревни Серро-Кондор (исп. Cerro Cóndor) и в 100 метрах к западу от пути, который соединяет эту деревню с департаментом Пасо-де-Индиос. Отложения, в которых обнаружили кости, принадлежат формации Каньон-Асфальт (Cañadón-Asfalto Formation). Изначально это образование считалось приуроченным к келловейскому ярусу (верхний отдел среднеюрской эпохи), в частности, этого мнения придерживались палеонтологи Тидвелл и Карпентер. По данным некоторых источников, патагозавр был последним из цетиозаврид и вымер в конце келловейского яруса, прямо перед появлением яненшии. Более недавние данные свидетельствуют о том, что формация Каньон-Асфальт намного старше и сформировалось в тоарском веке, 179—178 млн лет назад.
Находки, которые можно отнести к патагозавру, являются наиболее распространёнными среди динозавров в этой формации. Среди других динозавров, чьи окаменелости были найдены в этих отложениях, следует упомянуть завропода волкимерию, теропод эоабелизавра, пятницкизавра и кондорраптора, а также гетеродонтозаврида маниденса. Известно, что юрские динозавры в Южной Америке не достигли такого многообразия, как на других континентах. Однако палеонтологические раскопки в этих местах были начаты недавно, а потому не исключено, что их список со временем будет расширяться).
На сегодняшний день имеется 3 коллекции остатков патагозавра из одного месторождения, которые хранятся в музеях Аргентины.

## Палеобиология ипалеоэкология
Современные теории о биологии и эволюции завропод среднеюрской эпохи опираются в основном на фактологический материал, относящийся к окаменелостям цетиозавра и патагозавра. Найденные палеонтологами остатки последнего принадлежали как взрослым особям, так и молодняку, что позволило исследовать индивидуальное развитие (онтогенез) этих животных. В частности, можно сделать вывод, что у молодых особей патагозавра позвонки имели остистые отростки и небольшие боковые полости. У взрослых эти части скелета были пропорционально выше, однако их остатки были более размытыми.
В 1994 году аргентинский палеонтолог Родольфо Кориа отметил тот факт, что остатки пяти из известных науке экземпляров патагозавров были найдены на одном участке площадью 15 × 4 метра. Такие участки принято именовать «костным ложем» (англ. Bone bed). Обнаруженный Кориа участок содержит исключительно остатки патагозавров, в то время как скелеты каких-либо других животных отсутствуют (такие скопления окаменелостей называют моноспецифическими). По мнению аргентинского специалиста, это необычное явление обусловлено тем, что патагозавры жили группами. Он считает, что данное стадо затопило штормовой волной. Учёный отметил также, что среди членов стада было двое взрослых животных и три детёныша разных возрастов. Этот факт может указывать на то, что патагозавры обладали достаточно сложным социальным поведением, и взрослые особи могли заботиться о своём потомстве.
Обнаружение остатков растительноядного патагозавра и плотоядного пятницкизавра в одной и той же формации дало основания предполагать, что первому приходилось сталкиваться с этим хищником. Пятницкизавр описан как крупный представитель группы теропод, который, по данным некоторых источников, в размерах мог сравниться даже с аллозавром и представлял серьёзную угрозу для травоядных данной экосистемы. Исследователи расходятся во мнениях относительно того, охотился ли пятницкизавр на взрослых особей патагозавра (который в три раза превосходил пятницкизавра в размерах).